# Нидерланды на «Евровидении-1983»
Нидерланды принимали участие в двадцать восьмом выпуске телевизионного конкурса Евровидение-1983, который состоялся 23 апреля в Мюнхене, ФРГ. Страну представляла певица Бернадетта с песней Sing Me a Song ("Спой мне песню"), написанной Питом Сойером и Мартином Дуйсером. По итогам голосования она заняла седьмое место из 20, набрав 66 баллов. Тем не менее, Sing Me a Song стала предшественницей нидерландской заявки на Евровидение-1984 Ik hou van jou в исполнении Марибелль. Конкурс был показан NOS на канале Nederland 1 с комментариями Виллема Дуйса. Глашатаем от Нидерландов был Флип Ван дер Шайле.

## До «Евровидения»

### Nationaal Songfestival 1983
Традиционно нидерландская телекомпания NOS организовывает национальный отбор под названием Nationaal Songfestival для выбора артиста, песни или и того, и другого к участию на Евровидение. Nationaal Songfestival 1983 состоялся 23 февраля на площадке Всемирного форума в Гааге. Ведущим был Иво Нихе. Особенностью данного выпуска Nationaal Songfestival стало то, что пять исполнителей представили по две песни каждый, а победитель определялся голосами жюри из 12 регионов Нидерландов. Несмотря на то, что предконкурсным фаворитом являлась композиция Een beetje van dit группы Vulcano, победа досталась певице Бернадетте с преимуществом всего в один голос.
| Порядковый номер | Исполнитель | Название песни     | Очки | Место |
| ---------------- | ----------- | ------------------ | ---- | ----- |
| 1                | Mystique    | Rendez-vous        | 25   | 8     |
| 2                | Vulcano     | Met jou d'rbij     | 27   | 5     |
| 3                | Бернадетта  | Soms               | 26   | 6     |
| 4                | Deuce       | Computer Games     | 26   | 6     |
| 5                | Music Hall  | Stop die show      | 54   | 3     |
| 6                | Mystique    | Op zo'n dag        | 8    | 10    |
| 7                | Бернадетта  | Sing Me a Song     | 69   | 1     |
| 8                | Vulcano     | Een beetje van dit | 68   | 2     |
| 9                | Deuce       | Stopwatch          | 20   | 9     |
| 10               | Music Hall  | Voulez-vous danser | 37   | 4     |

## На «Евровидении»
В Мюнхене Бернадетта выступала под номером 11, между Грецией и Югославией. По итогам голосования певица заняла седьмое место из 20, набрав 66 баллов, включая максимальные 12 баллов от Швейцарии. Нидерландское жюри 12 баллов присудило вице-чемпиону конкурса, Израилю. Пит Сойер, автор музыки Sing Me a Song, был дирижёром во время исполнения голландской заявки.

### Голосование
| Очки      | Страна                                  |
| --------- | --------------------------------------- |
| 12 баллов | - Швейцария                             |
| 10 баллов |                                         |
| 8 баллов  |                                         |
| 7 баллов  | - Норвегия                              |
| 6 баллов  | - Швеция                                |
| 5 баллов  | - Кипр - Югославия                      |
| 4 балла   | - Австрия - Дания - Италия - Люксембург |
| 3 балла   | - Израиль - Финляндия                   |
| 2 балла   | - Бельгия - Германия - Турция - Франция |
| 1 балл    | - Великобритания                        |

| Очки      | Страна         |
| --------- | -------------- |
| 12 баллов | Израиль        |
| 10 баллов | Германия       |
| 8 баллов  | Норвегия       |
| 7 баллов  | Югославия      |
| 6 баллов  | Португалия     |
| 5 баллов  | Великобритания |
| 4 балла   | Австрия        |
| 3 балла   | Швеция         |
| 2 балла   | Франция        |
| 1 балл    | Люксембург     |